# Immortal
Immortal — норвезький блек-метал-гурт з Бергена заснований у 1990-му році.

## Історія

### Передумови виникнення гурту (1988—1990)
Історія Immortal йде корінням в 1988 рік, коли засновники гурту Ольве Ейкему та Гаральд Невдал, ще не знаючи про існування один одного, почали свій творчий шлях. Ольве разом зі шкільними друзями, Туре Братсетом та Падденом, 17 травня 1988 року створюють гурт Old Funeral. Не вміючи грати, вони репетирували в підвалі кавер-версії на пісні улюблених гуртів. Перша композиція власного твору під назвою «Aphis» (її автором є Ольвії) з'явилася у колективу лише в кінці року. Восени того ж року Падді зустрічає на концерті гурту Slayer в Осло Гаральда, після чого знайомить його зі своїми друзями. Він у той час грав у гурті Amputation, до якого після знайомства приєднався і Падді.
Обидві гурти йшли паралельними курсами. В 1989 році Old Funeral записують демо The Fart That Should Not Be, 50 екземплярів якого принесли їм локальну популярність і дали можливість зіграти кілька концертів. Amputation також випускають свій перший демо-запис Achieve The Mutilation (1989). У березні-квітні 1990 року Old Funeral записують друге демо Abduction of Limbs. Робота проходила в, що стала пізніше знаменитою серед шанувальників блек-металу, студії Grieghallen під керівництвом звукоінженера та продюсера Ейріка Гуннвіна, також відомого під псевдонімом Pytten. Amputation не відстають від своїх товаришів і в липні випускають демо Slaughtered in the Arms of God, запис якого також проходив в Grieghallen.
За словами Братсета, обидва гурти являли собою «одну велику родину». Padden з Old Funeral був ударником в Amputation, Гаральд 3 місяці грав у Old Funeral, а згідно з деякими джерелами Ольвія грав і в Amputation. В 1989 роцы Ольвія запрошує в Old Funeral Крістіана Вікернеса (який заснував пізніше проект Burzum та більш відомого під ім'ям Варг), з яким вони трохи пізніше удвох створюють гурт Satanel (точний час створення невідомо, в біографії Immortal на сайті MusicMight абстрактно йдеться про кінець 80-х років, ряд інших джерел вказують на 1991 рік). За однією з версій у створення колективу був залучений та Харальд. Втім, творча спілка засновників Immortal та Burzum за словами Викернес був проектом «для боротьби з нудьгою» та проіснував достатньо недовго.
1990 року Ольвії та Харальд вирішують покинути свої гурти та заснувати нову:
|         | Гурт не збирався рухатися в тому напрямку, в якому хотів рухатися я. Я хотів стати більш серйозним. Це було моє життя, і мені потрібно було закрити цей заголовок та знайти щось ще. Коли ми перетнулися з Демоназом, ми обидва знали вірний шлях. |
| — Аббат | |

### Заснування гурту. Перші записи (1990—1992)
Згідно з офіційною версією гурта була утворена 1990 року. Тим не менш ряд джерел дотримується іншої точки зору, згідно з якою Абат і Демоназ не створювали новий колектив та просто змінили назву Amputation на Immortal. При цьому Варґ Вікернес згадує, що в той час гурти часто підробляли дати, щоб здавалося, що саме вони були першими, і називає роком заснування Immortal 1991 рік.
Спочатку гурт являв собою квартет. Крім басиста/вокаліста Ольвії та гітариста Харальда до нього увійшли гітарист Йорн Інге Тунсберг (норв. Jørn Inge Tunsberg), який раніше грав разом з Харальдом в Amputation, і ударник Армагедда (норв. Armagedda).
Гурт почав з запису демо-матеріалу. Була зроблена як мінімум одна не мала назви запис, ряд джерел повідомляє про двох. За твердженням Encyclopaedia Metallum, поширені неофіційні назви Suffocate, Suffocate the Masses та The Northern Upins Death належать до однієї і тієї ж записи. Після створення демо-записів Тунсберг покидає колектив, щоб незабаром зайнятися власним проектом Hades. Immortal після цього ніколи не повернеться до схеми з двома гітаристами і буде існувати у вигляді тріо.
Наступним кроком гурту стало створення міні-альбому з однойменною назвою Immortal. Харальду вдалося зацікавити новим матеріалом Ерве Ербота (фр. Hervé Herbaut), засновника французького лейблу звукозапису Osmose Productions. Ербот чув демо Amputation, а Харальд обіцяв йому щось зовсім нове. У підсумку в жовтні 1991 року Osmose Productions спільно з іншим французьким лейблом Listenable Records була випущена перша комерційна платівка Immortal. Співпраця Immortal та Osmose триватиме 9 років, а його результатом стане випуск шести повноформатних альбомів.
Випуск міні-альбому став знаковим для гурту не лише тому, що був першою комерційною записом. На обкладинках демо-записів Old Funeral, Amputation і Immortal Ольвії та Харальд підписувалися своїми справжніми іменами. На звороті обкладинки випущеної платівки вперше з'являються звучні імена Абат (норв. Abbath) та Демоназ (норв. Demonaz).
|        | Abbath — це ім'я, яке мені одного разу з'явилося — і з того часу стало позначати демонічну частина моєї натури. мені подобається закладений у ньому диявольський сенс, і я вважаю його не лише сценічним ім'ям, але й своїм ім'ям, другим після того, що мені було дано при народженні. Що ж стосується Abbath Doom Occulta... так, було таке. Тобто, був я і був Demonaz Doom Occulta — брати по крові та темній стороні існування. Нам подобалася звучність цих імен і властивий їм містицизм... |
| — Абат | |

### Перші повноформатні альбоми. Пошуки постійного барабанщика (1992—1995)
1992 року, підписавши з Osmose контракт на 2 альбоми, гурт приступає до запису свого дебютного повноформатного альбому. Запис проходив в квітні на студії Grieghallen знову під керівництвом звукоінженера Ейріка Худвіна. У липні альбом, що отримав назву Diabolical Fullmoon Mysticism, побачив світ. Незабаром після виходу альбому Армагедда покинув гурт, Абат і Демоназ знайшли йому заміну в особі Колгріма (норв. Kolgrim).
Нового барабанщикові не вдалося надовго затриматися в гурті, з його участю був цей лише один концерт. Однак саме з Колгрімом Immortal записали свій перший відеокліп на пісню «The Call of the Wintermoon». Гурт надійшов пропозиція взяти участь у телепрограмі одного з телеканалів Бергена. Вони погодилися за умови, що телеканал допоможе їм зняти відео. Гурт наполягав на зйомках у нічний час, проте співробітники телеканалу вмовили їх зніматися вдень, пообіцявши зробити відео «темним». Зйомки проходили на швидку руку, відзнятий вдень матеріал вже ввечері мав бути виявитися в ефірі. Монтаж відбувався без участі гурту, і обіцянка затемнити плівку виконано не було. Результат гурту побачила вже сидячи в студії на зйомках телепрограми. Відео виявилося безглуздим та смішним, і Immortal сприйняли його як велику образу.
Після того, як Колгрім був звільнений з гурту (на думку MusicMight «за лінощі»), гурт приступив до написання матеріалу для наступного альбому та пошуків нового барабанщика. До моменту запису альбому, що отримав назву Pure Holocaust, підходящих кандидатур на роль ударника так і не знайшлося, тому виконувати цю роль довелося Абату. Робота велася на студії Grieghallen під керівництвом Ейріка Худвіна. Під час зведення альбому до гурту приходить Ерік «Грім» Бредрешіфт (норв. Erik «Grim» Brødreskift). Незважаючи на те, що він не брав участі у створенні альбому, Абат і Демоназ вирішують помістити його фотографію на обкладинку, щоб гурт виглядав повним.
Вийшовши в листопаді 1993 року альбом був добре прийнятий публікою, однак приніс гурту і ряд проблем. У Берліні він був заборонений, оскільки місцева влада сприйняли назва альбому як прояв расизму. Після випуску альбому музиканти вирушили у своє перше повноцінне турне по Європі. Воно носило назву «Fuck Christ», і крім Immortal в ньому брали участь гурти Blasphemy та Rotting Christ. Виступи були успішні, і 1994 року гурт за підтримки Marduk скоїла ще одне турне, відоме під назвою «Sons of Northern Darkness».
До осені 1994 року був готовий матеріал для наступного альбому, і музиканти знову відправилися в студію Grieghallen. Абат був незадоволений грою Еріка, тому той був звільнений, а Абат знову взяв обов'язки ударника на себе. Отримавши назву Battles in the North альбом вийшов в травні 1995 року. Гурт зважився на сміливий для того часу крок і як обкладинку використив фотографію з білим фоном — на ній були зображені музиканти на засніженій рівнині. Якість запису та зведення виявилося невдалим, і альбом не зустрів схвалення у критиків. Також з'ясувалося, що список композицій на альбомі вказаний невірно. Все це призвело до того, що лейблу Osmose довелося відкликати перший тираж та швидко виправляти помилки. Тим не менше альбом був помічений, в тому числі і завдяки своїй обкладинці:
|         | Перебували навіть деякі безвідповідальні, що говорили: "Це зроблено в студії, а сніг — не сніг, це піна." [сміється] Вони думали, що ми стоїмо в піні! |
| — Аббат | |

Після завершення роботи над альбомом місце за ударною установкою тимчасово зайняв Хеллхаммер — барабанщик гурту Mayhem. Разом з ним Immortal відіграли європейське турне з гуртом Morbid Angel. Хеллхаммер також з'явився у відеокліпі гурту на пісню «Grim and Frostbitten Kingdoms», який був знятий під керівництвом режисера Девіда Палзера (англ. David Palser). Він же зняв і другий кліп — «Blashyrkh (Mighty Ravendark)», однак в ньому були присутні лише Абат і Демоназ. Обидва кліпу були випущені Osmose в тому ж 1995 році на відеокасеті, названій Masters of Nebulah Frost.

### Прихід Хорга. Хвороба Демоназа (1996—1999)
Оскільки присутність в гурті Хеллхаммера було тимчасовим заходом, музиканти продовжували пошуки постійного барабанщика. За словами Абата, 1996 року вибір серед барабанщиків для гурту, подібної Immortal був невеликий. На оголошення про пошук ударника відгукнувся Хорг (норв. Horgh). Абат і Демоназ вже бачили його в гурті, що виконувала кавер-версії Judas Priest та Metallica, і вирішили, що Хорген їм підходить. Перша репетиція в новому складі відбулася 1 травня 1996 року. Хорген був досвідченим барабанщиком, однак перш ніж приступати до створення нових композицій, Абату довелося навчати його техніці бласт-біта.
Blizzard Beasts, що став четвертим за рахунком альбомом гурту, був записаний в новій студії — Sigma Studios. Вихід нового альбому в березні 1997 року зміцнив зростаючу популярність Immortal, а разом з нею росли та продажу. Blizzard Beasts навіть потрапив в національні чарти деяких країн. Хорген привніс в музику гурту власний стиль та відмінно вписався в колектив, проте, його вплив позначився не одразу і на новому альбомі було малопомітно.
Immortal, на думку MusicMight, стали до того моменту елітою блек-метал сцени. Прихід до гурту Хорга є, за визнанням Абата, однією з найважливіших віх в історії гурту, проте незабаром після виходу Blizzard Beasts гурт чекало та найбільше потрясіння. Постійні репетиції, статичний стиль та висока швидкість гри на гітарі, а також робота в будівельній компанії на відкритому повітрі взимку призвели до того, що у Демоназа на руках розвинувся тендиніт (запалення сухожиль). Хвороба змусила його на довгий час залишити гру на гітарі. У сформованій ситуації було вирішено, що роль гітариста візьме на себе Абат. На роль басиста для концертного туру по Європі 1998 року був найнятий Арес з гурту Aeternus. Хоча Демоназу та довелося вийти зі складу, він залишився з Immortal як менеджер гурту та планував і надалі займатися написанням текстів для пісень. Разом з тим він зайнявся своїм власним проектом під назвою Perfect Visions (в іншому інтерв'ю проект був згаданий як «Demonaz»), в якому був вокалістом та автором музики.
У листопаді 1998 року Абат і Хорген приступили до запису нового альбому. Цього разу запис проходила в шведській студії «Abyss» Петера Тегтгрена (швед. Peter Tägtgren), який став звукоінженером та продюсером гурту. Той факт, що Абату довелося писати всю музику без участі Демоназа, не надав великого впливу на стиль Immortal, оскільки і до цього більшу частину музики складав він. Абат також спробував самостійно писати тексти пісень, однак у підсумку віддав цю роботу Демоназу. П'ятий за рахунком альбом гурту був випущений в лютому 1999 року під назвою At the Heart of Winter. Нова робота музикантів отримала високі оцінки від критиків і за два роки розійшлася тиражем понад 70 тисяч екземплярів. Гурт вперше відійшла від усталеної традиції та використовувала на обкладинці зображення фантастичного зимового пейзажу замість власної фотографії, а також представила публіці новий, більш читаний логотип Immortal.
1998 року гурт також взяв участь у створенні триб'ют-альбому гурту Darkthrone, для якого записала кавер-версію пісні «To Walk the Infernal Fields». Альбом був випущений під назвою Darkthrone Holy Darkthrone лейблом Moonfog Productions.

### Прихід Іскарії. Зміна лейблу (1999—2003)
Одразу після виходу At the Heart of Winter 1999 року місце постійного басиста займає Іскарія, що грав до цього в гуртові Enchanted. В травні Immortal відправляються в чергове турне, проте були змушені на середині перервати його через запалення вуха Абата. Іскарія не мав досвіду концертних виступів, тому для нього це турне стало серйозним випробуванням. Однак постійна напруга під час турне та підтримка учасників Immortal дозволили йому незабаром знайти упевненість в собі і відчути себе повноцінним членом гурту.
В жовтні 1999 року і початку лютого 2000 року на студії Abyss музиканти записують свій шостий повноформатний альбом, що отримав назву Damned in Black. Попередні замовлення на випущений в квітні альбом склали за різними даними 40-50 тисяч, а сумарні продажі перевищили 100 тисяч примірників. Альбом також потрапив до німецьких чартів, а пізніше удостоївся норвезької музичної премії Alarm в категорії «Metal». Після виходу Damned in Black гурт відправився в турне, відвідавши при цьому Північну Америку.
Крім Immortal музиканти займалися й іншими проектами. Під час запису Damned in Black гурт отримав пропозицію взяти участь в записі триб'ют-альбому Mayhem. Музиканти погодилися за умови, що вони самі виберуть композицію для виконання. В підсумку була обрана пісня «From the Dark Past» з альбому De Mysteriis Dom Sathanas. Триб'ют-альбом під назвою Originators of the Northern Darkness-A Tribute to Mayhem був випущений в травні 2001 року лейблом Avantgarde Music. Хорген виконував роль ударника на концертах шведського гурту Pain наприкінці 2000 року. ІСКАР був басистом гурту Wurdulak і записав разом з ними альбом Ceremony in Flames. Крім цього, Хорген та ІСКАР в союзі з гітаристом Frediablo поклали початок гурту Grimfist.
Damned in Black став останнім альбомом, що вийшов на лейблі Osmose Productions. Контракт на такий альбом Immortal підписали з німецьким лейблом Nuclear Blast. Співробітники Osmose зв'язали догляд гурту із збільшеними фінансовими запитами музикантів. Самі ж музиканти причиною переходу на інший лейбл назвали недостатні для подальшого розвитку гурту можливості Osmose, в тому числі відсутність у лейбла дистриб'ютора в США.
У вересні 2001 року Immortal повертаються в студію Abyss для запису сьомого альбому. Вийшов у лютому 2002 року Sons of Northern Darkness розвіяв побоювання деяких фанатів гурту, які боялися, що зміна лейбла негативно позначиться на музиці Immortal. Навесні музиканти разом з Vader, Hypocrisy та рядом інших гуртів відправляються на європейський фестиваль-турне «No Mercy». В кінці березня ІСКАР за власним бажанням покидає гурт. На заміну йому приходить концертний басист гурту Pain саротен (швед. Saroth), з яким Immortal продовжують концертні виступи на європейських та американських майданчиках в 2002 та 2003 роках.

### Розпуск та подальше возз'єднання гурту (2003—2007)
У липні 2003 року музиканти несподівано для всіх оголосили про розпуск гурту. Лейбл Nuclear Blast спробував запевнити фанатів, що гурт не розпався, а просто взяла тривалу відпустку після напруженого турне. Однак музиканти підтвердили, що вони мали на увазі повне закінчення роботи над Immortal. У своєму зверненні до фанатів Абат, Демоназ та Хорген пояснили, що це було зроблено «з особистих причин».
Після розпуску Immortal музиканти переключилися на інші проєкти. Абат знову приєднався до Bömbers — триб'ют-гурту Motörhead — в якій він грав у вільний від роботи над Immortal час зі своїми друзями Братсетом та Пезом (норв. Pez) c 1996 до кінця 2000 року. У листопаді 2004 року вони записали свій перший студійний міні-альбом, що складається з трьох кавер-версій пісень Motörhead.
Хорген продовжив роботу в Grimfist, а в січні 2004 року прийняв запрошення Петера Тегтгрена та приєднався до його гурту Hypocrisy. Зросла зайнятість призвела до того, що інші члени Grimfist вирішили знайти собі іншого ударника.
Восени 2005 року стало відомо, що Абат створив проект під назвою I, і гурт вже написав дві третини матеріалу для повноформатного альбому. Крім Абата в колектив увійшли перший барабанщик Immortal Армагедда, гітарист Enslaved Арве Ісдал (норв. Arve Isdal) і басист Gorgoroth King, а лірику для альбому Абат попросив написати Демоназа. Результатом праць гурту став вихід альбому Between Two Worlds на лейблі Nuclear Blast 2006 року.
На початку червні 2006 року в німецькому журналі Rock Hard було надруковано інтерв'ю з абатом, в якому він проговорився про відродження Immortal:
|          | Я взагалі-то не хотів цього казати, але і гнати не буду. Ми повернемося, сильні, як ніколи раніше. Я зустрівся з Хорген перший раз за рік. Він побудував тут свій новий будинок, прямо за рогом. У найближчі дні ми почнемо репетирувати нашу стару, ще з «Blizzard Beasts», класику. Я повний ентузіазму. <...> Immortal скуті льодом назавжди! Роком більше, роком менше, яка різниця... У нас є всі час цього світу. |
| — Abbath | |

Восени 2006 року стало відомо, що на позицію бас-гітариста запрошений Аполліон (норв. Apollyon), один із засновників гурту Aura Noir. За словами Абата всі попередні басисти були недостатньо гарні, або не вписувалися в колектив. Арес не був справжнім басистом і не зміг залишитися в Immortal. ІСКАР повністю віддавав себе гурту, але в технічному сенсі не поліпшувався, і в цьому плані Абат порівняв його зі старим барабанщиком Еріком. Саротен добре виконував свою роботу на сцені, але при цьому фактично не був частиною колективу і не намагався підтримувати стосунки з іншими музикантами після розпаду Immortal 2003 року. Хорген та Демоназ були трохи знайомі з Аполліон, і його кандидатура першою прийшла в голову Абату, коли постало питання про басист для відроджуваного гурту. Абат не дуже сподівався на успіх, коли дзвонив йому, однак Аполліон прийняв пропозицію.
Оновлений гурт поступово повідомляла про майбутні 2007 року виступах, і до кінця листопада 2006 року список налічував 7 дат. Ознаменував повернення Immortal на сцену тур отримав назву «7 Dates of Blashyrkh». Він пройшов протягом весни і літа 2007 року і включав в себе концертні майданчики Європи та Північної Америки. Запис фінального концерту на фестивалі Wacken Open Air 2010 року була випущена на DVD під назвою The Seventh Date of Blashyrkh. Після закінчення туру гурт повернувся до Норвегії, де було дано ще 3 концерти, в тому числі в рамках фестивалю Hole in the Sky.

### All Shall Fall(2008—2011)

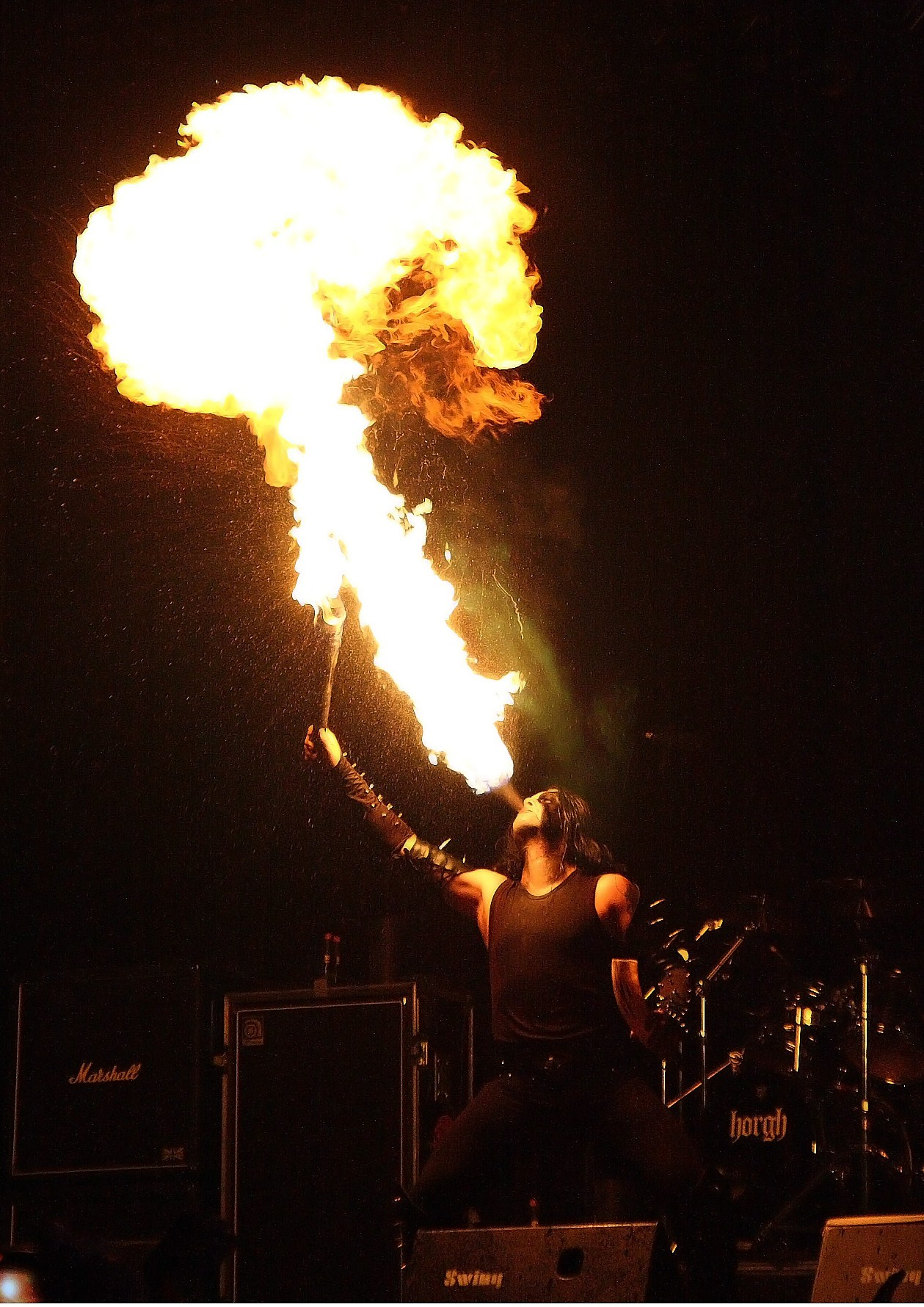
Вогняне шоу у виконанні Абата на фестивалі MetalWay 2009 року.

У січні 2008 року гурт повідомив, що репетирує та готує матеріал для нового альбому. Робота над ним тривала весь рік паралельно з концертними виступами. У березні Immortal відвідали Австралію та Нову Зеландію в рамках туру Blashyrkh in Oz, після чого протягом року виступили на кількох європейських фестивалях. В кінці серпня гурт також вперше побував в Москві та Санкт-Петербурзі.
15 квітня Immortal повідомили на офіційному сайті, що гурт приступив до запису нового альбому, і запис буде вироблятися в студіях Grieghallen та Abyss. 26 травня 2009 р. Immortal завершили роботу над своїм новим альбомом, який отримав назву All Shall Fall. Альбом вийшов 25 вересня в Європі і 6 жовтня Північній Америці на Nuclear Blast Records.

### Розкол гурту.Northern Chaos Gods(2015—дотепер)
26 березня 2015 року було повідомлено про розпад гурту. Вже в серпні того ж року Демоназ та Хорг заявили про те, що діяльність гурту продовжиться, але вже без Аббата. Сам Аббат заснував однойменний гурт та продовжує діяльність в ній.
20 квітня 2018 року гуртом Immortal була завершена робота над новим альбомом, котрий отримав назву Northern Chaos Gods. Альбом побачив світ 6 липня 2018 року. В записі альбому брали участь Демоназ, Хорг та Петер Тегтгрен (сесійний бас; відомий по колективам Hypocrisy, Pain, The Abyss, War, Lock Up, Lindemann).

## Тематика текстів
Тексти Immortal засновані на загальній темі видуманого царства під назвою Блаширх, яке, як кажуть, «повне демонів і битв» і поєднує готичні, скандинавські та героїчні теми. Ідея для Блаширха виникла через почуття ізоляції Демоназа та Аббата, які жили в Бергені. Вони створили Блаширх, щоб відобразити ці відчуття, взявши за основу Норвегію, включаючи «зимові пейзажі», «ліси, гори, темряву, туман» і «льодовикові долини». Під час написання текстів автор текстів гурту Demonaz часто робить довгі прогулянки в норвезькій сільській місцевості поблизу свого рідного міста Берген, щоб отримати натхнення. На відміну від багатьох ранніх блек-метал-гуртів, Immortal не має сатанинських текстів, а натомість обирає притаманні цьому жанру концепції темряви та зла у фентезійній обстановці Блаширха. Лише у першому альбомі гурту було кілька сатанинських згадок, але без будь-яких нападок на релігію.

## Склад

### Поточні учасники
- Demonaz Doom Occulta (Харальд Невдал) — тексти пісень (1991–дотепер), гітара (1991—1997, 2015–дотепер), вокал (2015–дотепер)
- Horgh (Рейдар Хоргхаген) — ударні (1996–дотепер)

### Колишні учасники
- Abbath Doom Occulta (Ольве Ейкемо) — вокал (1991—2015), гітара (1998—2015), бас-гітара (1991—1998)
- Armagedda (Герхард Херфіндаль) — ударні (1991—1992)
- Grim (Ерік Бродрескіфт) — ударні (1993—1994)
- Iscariah (Стіан Сморхольм) — бас-гітара (1999—2002)
- Apollyon (Оле Йорген Мо) — бас-гітара (2006—2015)

## Дискографія

### Студійні альбоми
- Diabolical Fullmoon Mysticism (1992)
- Pure Holocaust (1993)
- Battles in the North (1995)
- Blizzard Beasts (1997)
- At the Heart of Winter (1999)
- Damned in Black (2000)
- Sons of Northern Darkness (2002)
- All Shall Fall (2009)
- Northern Chaos Gods (2018)

### Інші релізи
- Suffocate (демо, 1991)
- Immortal (EP, 1991)
- Masters of Nebulah Frost (VHS, 1995)
- True Kings of Norway (спліт, 2000)
- Live at BB Kings Club New York (DVD, 2003)
- Valley of the Damned / Hordes of War (спліт, 2009)
- The Seventh Date of Blashyrkh (DVD, 2010)